# Dương Hồng Phong
Dương Hồng Phong (sinh năm 1953) là nhà toán học nổi tiếng gốc Việt, giáo sư Đại học Columbia. Ông nổi tiếng về những nghiên cứu trong lĩnh vực Phương Trình Đạo Hàm Riêng, Hình học phức và Lý thuyết dây.

## Thân thế và sự nghiệp
Dương Hồng Phong sinh ngày 30 tháng 8 năm 1953 tại Nam Định, Việt Nam.
Sau khi tốt nghiệp trung học ở Lycée Jean-Jacques Rousseau, Sài Gòn, ông học một năm đại học tại École Polytechnique Fédérale, Lausanne, Thụy Sĩ rồi sang Mỹ học tại Đại học Princeton.
Năm 1977, ông bảo vệ luận văn với nhan đề "On Hölder and L sub p Estimates for the Conjugate Partial Equation on Strongly Pseudo-Convex Domains" dưới sự hướng dẫn của Elias M. Stein (cũng là thầy hướng dẫn của hai nhà Toán học huân chương Field: Terence Tao,  Charles Fefferman) tại Đại học Princeton.
Từ 9/1977 đến 8/1978 ông là nghiên cứu viên của Viện nghiên cứu cao cấp, Princeton, Hoa Kỳ.
Năm 1994 ông được mời báo cáo tại Đại hội Toán học Thế giới tổ chức ở Zurich. Ông là người Việt Nam thứ hai nhận được vinh dự nay sau Frédéric Phạm (người thứ ba chính là Ngô Bảo Châu).
Năm 2009 ông nhận giải thưởng Bergman cho những nghiên cứu về các toán tử liên quan đến bài toán d-bar Neumann, toán tử giả vi phân,....
Ông được tôn vinh là Fellow của hội Toán học Hoa kỳ năm 2021 vì "những đóng góp cho ngành giải tích, hình học, và vật lý toán". Trước đó một số nhà toán học người Việt cũng nhận được danh hiệu này, gồm có Ngô Bảo Châu, Vũ Hà Văn, Phạm Hữu Tiệp.